# 伍朝
伍朝（?—?），字世明，东晋武陵郡汉寿县（今湖南汉寿）人。
伍朝好学，雅正有良好的品德情操，闲居不修世事。通过博士征召朝廷他，没有就任。荆州刺史刘弘推荐伍朝担任为零陵郡太守，也没有就任。于是，伍朝终生未仕，在家中去世。

## 延伸阅读
[在维基数据编辑]
 《晉書·卷094》，出自房玄齡《晉書》